# Hôtel Torni de Tampere
L'Hôtel Torni (en finnois : Hotelli Torni) est un bâtiment en bordure du Tammerkoski dans le quartier de Tulli à Tampere en Finlande.
La construction de la Tower House a débuté en novembre 2012 et a été confiée à SRV. Le projet a été provisoirement baptisé " Tornihotelli ".  Le jury a choisi le nom " Turbiini " parmi les propositions reçues dans le cadre du concours de noms.L'hôtel a ouvert ses portes aux clients le 15 octobre 2014. La section Environnement et bâtiment du conseil communautaire de la ville de Tampere a décerné le prix de la bonne construction 2014 à l'hôtel Torni Tampere. La section a justifié son choix en déclarant que l'hôtel est l'un des bâtiments les plus significatifs du paysage urbain de Tampere tout au long de l'histoire de la ville.

## Description

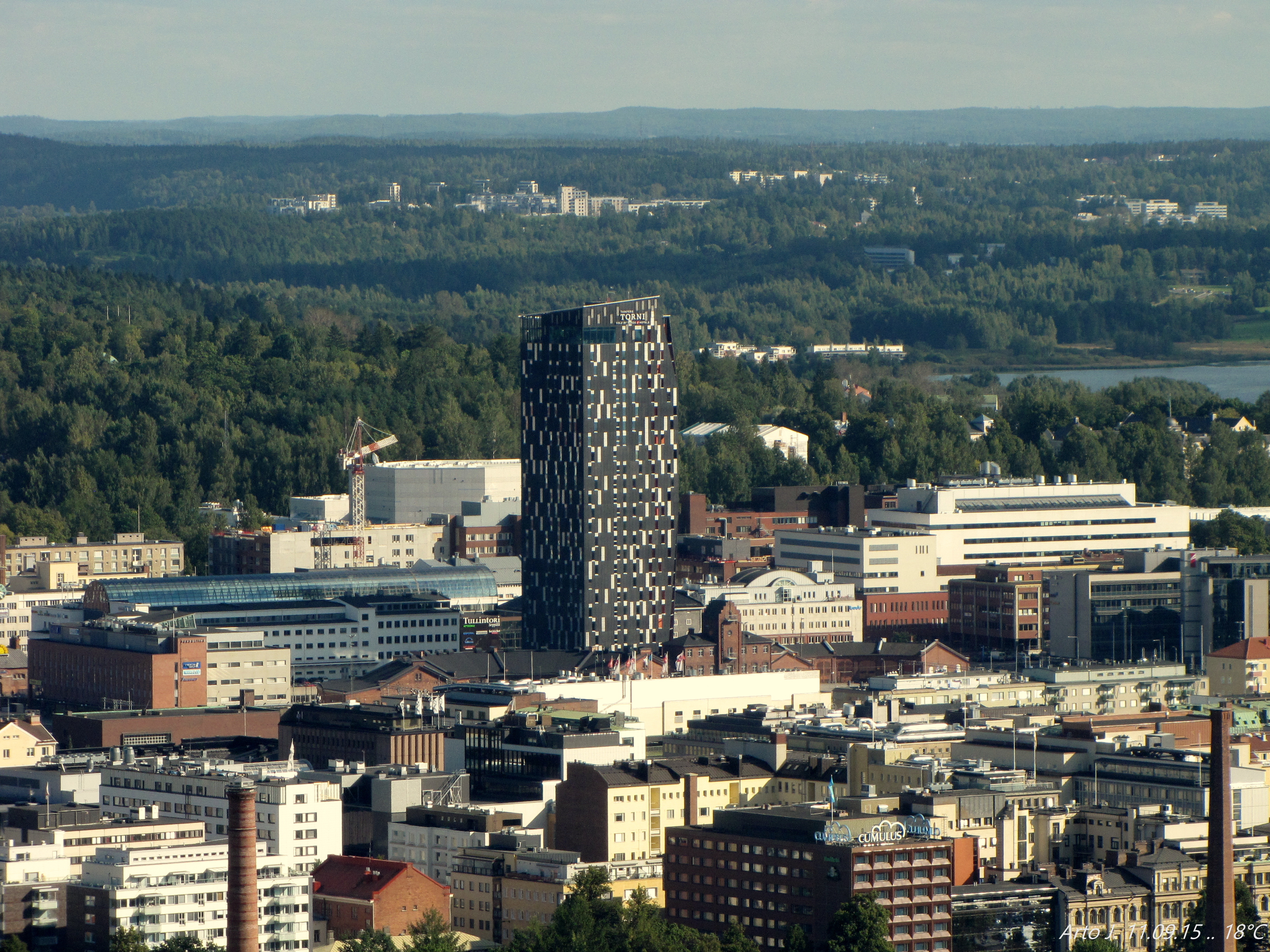
L'hôtel et son voisinage.

La construction de la tour par SRV-yhtiöt commence en novembre 2012.
L'édifice de 25 étages a une hauteur de 88,5 m.
C'est l'un des plus hauts bâtiments de Finlande.
L'hôtel dispose de plus de 300 chambres, ainsi que d'un restaurant et de salles de conférence.
L'hôtel a ouvert ses portes le 15 octobre 2014.
L'hôtel Torni est le plus grand bâtiment hôtelier de Finlande.
L'établissement est géré par les hôtels Sokos, il offre 305 chambres et 730 lits.
L'hôtel Torni est situé près de la gare de Tampere, à côté de l'ancien dépôt de locomotives protégé par la direction des musées de Finlande.